# 퓨전테크놀로지센터

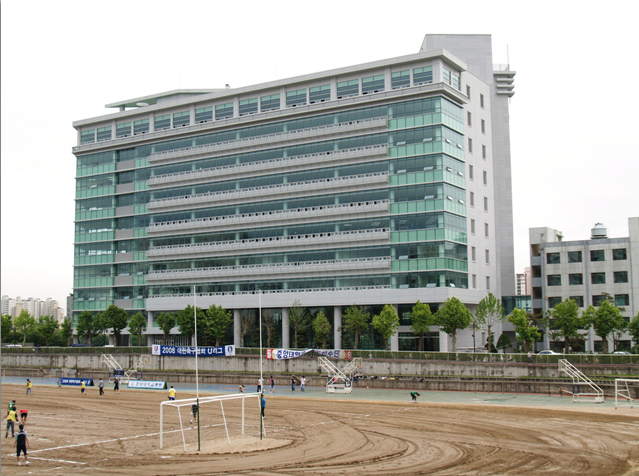
퓨전테크놀로지 센터의 전경

퓨전테크놀로지센터(Fusion Technology Center)는 대한민국 서울특별시 성동구 한양대학교 안에 위치한 융합기술 연구기관의 건물이다. 노벨상을 배출한 일본의 이화학연구소 가 있으며, 삼성전자
와 하이닉스가 최초로 손을 잡아 공동으로 건립한 반도체 연구센터
 등이 이 건물에 위치해 있고 2009년 일본 아소 다로 총리가 이곳을 방문하였다.

서울특별시의 후원을 받아 벽산건설에서 건축하였으며, 성동구 행당동 한양대학교 부지내에 위치하고 있다.

## 개요
2008년 총 13층 규모로 건설되었다. 세미나실이나 연구실. 사무실등의 기본적인 시설 외에 반도체 공정등에 사용되는 클린룸 시설이 이곳에 있다. 일본 이화학연구소, 삼성전자, 하이닉스 등 국내외의 유명 연구소가 입주해 있으며, 한양대학교 에너지공학과의 건물로도 사용이 되고 있다.

## 입주해 있는 저명 연구소
- 아시아 연구 네트워크
  - 이화학연구소
  - 한양대학교

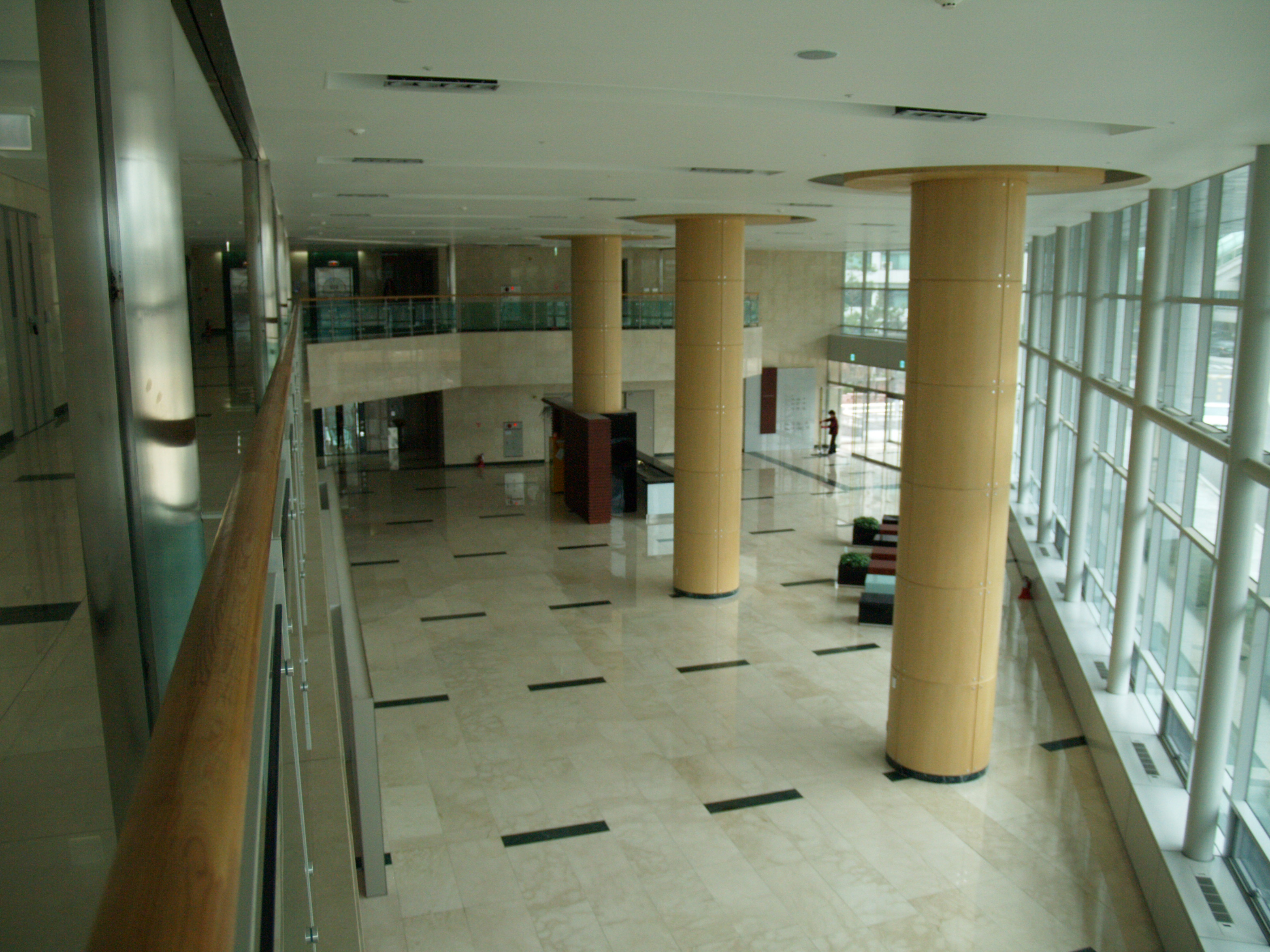
퓨전테크놀로지 센터 내부전경

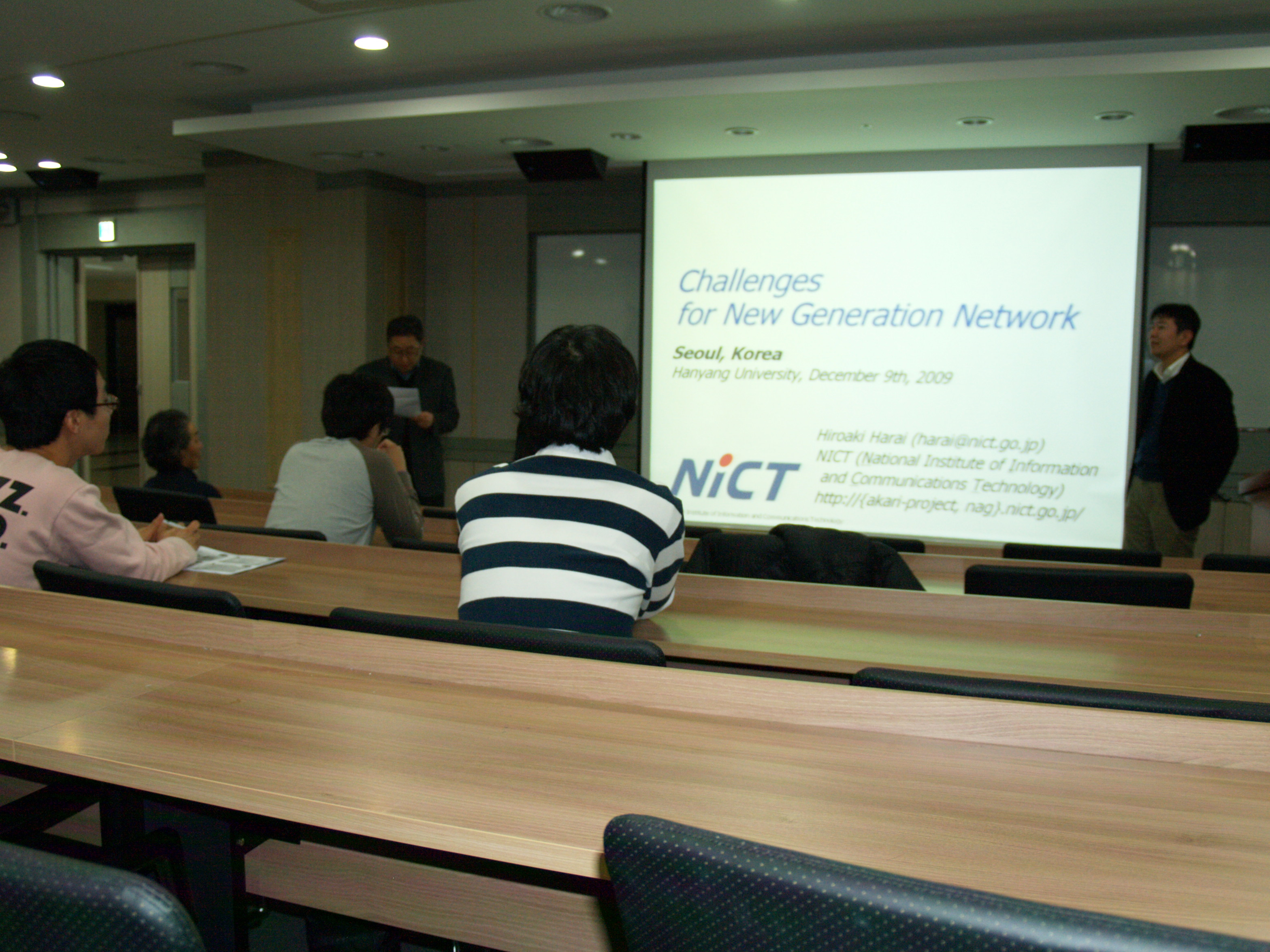
FTC에서 차세대 네트워크에 대한 세미나중인 일본정보통신연구소 연구원

- University of Texas at Dallas(UT Dallas) 융합기술 연구 센터
- 차세대메모리 산학연공동연구센터
  - 삼성전자
  - 하이닉스
- 국방생존성기술 특화 연구센터[6]

### 아시아연구네트워크
대한민국과 일본의 연구조직이 공동으로 설립한 연구단체, 본원을 퓨전테크놀로지센터에 두고 있으며, 대한민국의 연구조직 외에도 싱가포르, 인도, 중국, 미국에 있는 연구기관등이 이 조직에 참가하고 있다. 참가하는 조직 중 이화학연구소는 노벨상 수상자 3명을 배출하였으며, 한양대학교의 경우 대한민국 대학중 제일 많은 기술이전 수입을 확보하고 있다.
IT-NT-BT를 융합하는 학문을 연구하고 있으며. 대한민국 교육과학기술부가 후원하고 있다. 한양대학교 에너지공학과와 산학연 연계조직체계를 갖추고 있다.

### 차세대메모리 산학연공동연구센터
삼성전자와 하이닉스가 최초로 협력하여 만든 반도체 연구센터이며, 차세대 메모리 기술중 하나로 꼽히는 STT-MRAM(Spin Transfer Torque - Magnetic Random Access Memory), 차세대 비휘발성 메모리 연구를 하고 있다. 세계에서 두 번째로 대학에 300mm급 반도체 장비가 구축되었으며,
 산학연 공동으로 해당분야 연구개발을 하고 있다.

## 같이 보기
- 서울특별시
- 한양대학교
- 나노 기술
- 생명공학기술